# Piburger Straße
De Piburger Straße (L310) is een 2,24 kilometer lange Landesstraße (lokale weg) in het district Imst in de Oostenrijkse deelstaat Tirol. De weg begint bij de Ötztalstraße (B186) in het hart van Oetz. Vandaar loopt de weg over de Ötztaler Ache in zuidwestelijke richting bergop naar het dorp Piburg (959 m.ü.A.), nabij de Piburger See. Het beheer van de straat valt onder de Straßenmeisterei Umhausen.